# Bossekia
Bossekia là một chi thực vật có hoa trong họ Hoa hồng.